# Issjöa
Issjöa är en liten by i Hamneda distrikt i södra delen av Ljungby kommun. Byn är belägen cirka 25 kilometer söder om centralorten Ljungby och alldeles öster om Lagan och E4:an mellan byarna Stighult och Hyltåkra (söder om Tuvesjön och Enasjön).

## Historik
I Issjöa finns sedan 1859 Sveriges äldsta baptistkapell. Församlingen bildades 30 maj 1857 i Horshult (väster om Lagan och E4). Kapellet uppfördes 1859-1860. De första församlingsmedlemmarna blev inkallade till kyrkorådsförhör och senare instämda till Sunnerbo häradsrätt i Ljungby och riskerade stränga straff, inklusive landsförvisning. På 1940-talet ville Skansenledningen, på Stockholms frikyrkoråds förslag, flytta kapellet till Skansen som en frikyrklig pendang till svenskkyrkliga Seglora kyrka, vilket dock baptistförsamlingen motsatte sig. Församlingens 100-årsjubileum firades på den tilltänkta, men aldrig använda, intilliggande begravningsplatsen. Numera använder Lagadalskyrkan i Strömsnäsbruk, Markaryds kommun missionshuset till sommaraktiviteter.  Sedan 2022 är Issjöa missionshus byggnadsminne efter Länsstyrelsens beslut.
Kvarnen i Issjöa, kallas ibland för Trollagårds kvarn. Driften lades ned på 1960-talet (eller möjligen ännu tidigare) och numera finns inte mjölnarens boställe kvar vid kvarnen.

## Bynamnet
Strax öster om byn finns Issjöabäcken.

## Befolkningsutveckling
Redan 1958 angavs att skogsbyn Issjöa har en minskande befolkning. Numera finns här en hel rad sommarstugor ägda av tyskar och danskar, men endast några få året-runt-boende svenskar.

## Kända personer från Issjöa
- Benedicta Jonasson bedrev söndagskolverksamhet i byn redan innan baptistförsamlingen bildades.
- Johan Petter Andersson från Horshult köpte baptistförsamlingens stora skogstomt och gick även i spetsen för kapellbygget. På Hamneda kyrkogård finns en minnessten på J.P. Anderssons grav.[6]